# Мухаммед Абу-Джафар аль-Талаб
Мухаммед Абу-Джафар аль-Талаб (д/н — 980) — 1-й шаріф Мекки у 950—980 роках. Засновник династії Джаффаридів (Мусавідів).

## Життєпис
Походив з роду Хасанідів. В дев'ятому поколінні нащадок Хасана ібн Алі. Син Мухаммада аль-Хасамі. Про молоді роки обмаль відомостей. Ймовірно кочував та мав якісь володіння в Хіджазі. До 950 року зайняв Медину. 950 року раптовим нападом зайняв Мекку. Влада тамтешніх шейхів була суттєво послаблена після 930 року, коли Мекку пограбували кармати. При цьому політичний вплив та військовий авторитет Іхшидів, володарів Єгипту, після 949 року також послаб.
951 року Мухаммед Абу-Джафар аль-Талаб за 50 тис. динарів викупив в карматів  «Чорний камінь» з Кааби. Втім ймовірно шаріф почувався не зовсім впевнено в Хіджазі через зберігання загрози з боку карматів. 969 року вирішив спиратися на Фатимідів, які в цьому році захопили Єгипет. Абу-Джафар визнав зверхність фатимідського халіфа Аль-Муїзза. Він замовив хутбу від імені останнього, якого тепер згадували разом з шаріфом.
Поступово посилив, встановивши фактичну владу на більшій території Хіджазу. У 976 році, скориставшись вторгнення до володінь Фатімідського халіфату карматів спробував позбутися залежності, але це йому не вдалося. Халіф Абу Мансур аль-Азіз припинив постачання продуктів зі своєї країни, і мекканці, що знаходилися в сильній залежності від єгипетського харчування, змушені були знову визнати його владу. Помер Абу Джафар 980 року. Йому спадкував старший син Іса.